# Losaline Ma'asi
Losaline Ma'asi là một chính trị gia người Tonga, Bộ trưởng Nội các, và là thành viên của Hội đồng Lập pháp Tonga cho Tongatapu 5.
Ma'asi là cựu giám đốc điều hành của Bộ Nông nghiệp. Bà lần đầu tiên được bầu vào quốc hội trong cuộc bầu cử năm 2017. Vào ngày 26 tháng 6 năm 2018, cô được bổ nhiệm làm Bộ trưởng Bộ Nội vụ và Thể thao, thay thế 'Akosita Lavulavu.